# Scorpaena elachys
Scorpaena elachys behoort tot het geslacht Scorpaena van de familie van schorpioenvissen. Deze soort komt voor in het westen van de Atlantische Oceaan van Florida tot de Antillen op diepten van 36 tot 90 m. Zijn lengte bedraagt zo'n 6,4 cm.